# Persone di nome Giovanni/Calciatori
| Questa pagina contiene informazioni ricavate automaticamente dalle voci biografiche con l'ausilio del template Bio e di un bot. L'aggiornamento è periodico e automatico e ricostruisce completamente la pagina. Se manca una persona in questa lista, sei pregato di non aggiungerla, ma accertati piuttosto che la sua voce biografica contenga il template Bio e che i dati anagrafici siano correttamente compilati. Se il template Bio manca, inseriscilo tu stesso o, in alternativa, metti l'avviso {{tmp\|Bio}} che ne segnala la mancanza. Se i dati riportati sono sbagliati, correggi direttamente la voce biografica; le modifiche saranno visibili in questa lista entro pochi giorni. Per chiarimenti vedi il progetto antroponimi. La lista contiene solo le 314 persone che sono citate nell'enciclopedia e per le quali è stato implementato correttamente il template Bio. Pagina aggiornata al 6 ago 2025. |

Questa è una lista di persone presenti nell'enciclopedia che hanno il nome Giovanni e sono calciatori.

## A(7)
- Giovanni Abate, ex calciatore italiano (Crotone, n. 1981)
- Giovanni Acerboni, calciatore italiano (Brescia, n. 1908 - Brescia, † 2010)
- Giovanni Albera, calciatore italiano (Torino, n. 1905 - Torino, † 1973)
- Giovanni Antorri, calciatore italiano (Lodi, n. 1919)
- Giovanni Ardizzi, calciatore italiano (Milano, n. 1899)
- Giovanni Arosio, calciatore italiano (Lissone, n. 1911)
- Giovanni Asnicar, ex calciatore italiano (Francolino, n. 1952)

## B(38)
- Giovanni Battista Babboni, calciatore italiano
- Giovanni Baccaglini, calciatore italiano (Padova, n. 1911 - Padova, † 1980)
- Giovanni Bacciarello, calciatore italiano (Torino, n. 1927 - Torino, † 2007)
- Giovanni Bacis, ex calciatore italiano (Osio Sotto, n. 1938)
- Giovanni Battista Bagnasco, calciatore italiano (Genova, n. 1896 - Genova, † 1942)
- Giovanni Balbi di Robecco, calciatore, aviatore e tennista italiano (Genova, n. 1883 - Genova, † 1964)
- Giovanni Ballico, calciatore, allenatore di calcio e dirigente sportivo italiano (Lonigo, n. 1924 - Schio, † 2023)
- Giovanni Baradel, calciatore italiano (Conegliano, n. 1924)
- Giovanni Barale, calciatore italiano (Pezzana Vercellese, n. 1895 - Torino, † 1976)
- Giovanni Barberis, calciatore italiano (Stroppiana, n. 1915 - Milano, † 2006)
- Giovanni Bartolucci, ex calciatore italiano (Bibbiena, n. 1984)
- Giovanni Battioni, calciatore italiano (Roma, n. 1911 - Roma, † 1992)
- Giovanni Battistoni, calciatore e allenatore di calcio italiano (San Giovanni Lupatoto, n. 1910 - San Giovanni Lupatoto, † 1978)
- Giovanni Bellardi, calciatore italiano (Brescia, n. 1903)
- Giovanni Beretta, calciatore e allenatore di calcio italiano (Carrara, n. 1921)
- Giovanni Bermone, calciatore italiano (Rivarolo Canavese, n. 1915 - Chiavari, † 1993)
- Giovanni Bertini, calciatore italiano (Roma, n. 1951 - Roma, † 2019)
- Giovanni Bertinotti, calciatore italiano (Balzola, n. 1894 - Casale Monferrato, † 1987)
- Giovanni Bianchi, calciatore italiano (San Michele Extra, n. 1912)
- Giovanni Bigando, calciatore italiano (Livorno Ferraris, n. 1911 - Livorno Ferraris, † 1994)
- Carlo Biraghi, calciatore italiano (Giussano, n. 1913 - Vercelli, † 1995)
- Giovanni Bocchio, calciatore italiano (Alessandria, n. 1914 - † 1958)
- Giovanni Bodini, ex calciatore italiano (Leno, n. 1926)
- Giovanni Bogado, calciatore paraguaiano (Limpio, n. 2001)
- Giovanni Bolzoni, ex calciatore italiano (Codogno, n. 1937)
- Giovanni Bonetti, ex calciatore italiano (Bardolino, n. 1947)
- Bonfanti, calciatore italiano (Milano, n. 2003)
- Giovanni Bonini, ex calciatore sammarinese (n. 1986)
- Giovanni Borgato, calciatore italiano (Mestre, n. 1897 - Venezia, † 1975)
- Giovanni Borghetti, calciatore italiano (Rho, n. 1900 - † 1982)
- Giovanni Botteghi, ex calciatore italiano (Livorno, n. 1955)
- Giovanni Botti, ex calciatore italiano (Brescia, n. 1947)
- Giovanni Braga, calciatore e allenatore di calcio italiano (Faverzano, n. 1909 - Trento, † 1966)
- Giovanni Brezzi, calciatore e allenatore di calcio italiano (Casale Monferrato, n. 1901 - Vimercate, † 1960)
- Giovanni Brutto, ex calciatore italiano (Vercelli, n. 1948)
- Giovanni Buich, calciatore austriaco (Pola, n. 1916)
- Giovanni Busani, calciatore e allenatore di calcio italiano (Coviolo, n. 1918 - Reggio Emilia, † 1995)
- Giovanni Busoni, calciatore e allenatore di calcio italiano (Livorno, n. 1913 - Livorno, † 1973)

## C(41)
- Giovanni Calegari, calciatore e allenatore di calcio italiano (Valnegra, n. 1932 - Sesto San Giovanni, † 2004)
- Giovanni Calvani, calciatore italiano (Bari, n. 1918)
- Giovanni Calveri, calciatore italiano (Moncalieri, n. 1923 - Modena, † 1986)
- Giovanni Cappelli, calciatore italiano (Finalborgo, n. 1920)
- Giovanni Capra, calciatore italiano (Mercenasco, n. 1887 - Milano, † 1957)
- John Carbone, ex calciatore australiano (n. 1977)
- Giovanni Carnevali, calciatore e allenatore di calcio italiano (Roma, n. 1947 - Roma, † 2011)
- Giovanni Casale, calciatore italiano (Legnano, n. 1923 - † 2006)
- Giovanni Cascio, calciatore italiano (Tunisi, n. 1922)
- Giovanni Castagnola, calciatore italiano (Riva Trigoso, n. 1923 - Lavagna, † 2007)
- Giovanni Cattai, ex calciatore italiano (Muggia, n. 1945)
- Giovanni Cattaneo, calciatore e allenatore di calcio italiano
- Giovanni Cattozzo, calciatore italiano (Rovigo, n. 1925 - Roma, † 1992)
- Giovanni Cavaliere, calciatore italiano (n. 1907 - † 1972)
- Giovanni Caviglia, calciatore italiano (Alessandria, n. 1902 - Alessandria, † 1973)
- Giovanni Chiesa, calciatore e allenatore di calcio italiano (Tortona, n. 1909)
- Giovanni Ciccarelli, calciatore italiano (Porto Civitanova, n. 1927 - Roma, † 1997)
- Nino Ciccione, calciatore e militare italiano (Oneglia, n. 1893 - Genova, † 1918)
- Giovanni Cipriani, calciatore italiano (Verona, n. 1907)
- Giovanni Civili, calciatore italiano (Livorno, n. 1919 - Livorno, † 1986)
- Giovanni Clunie, calciatore costaricano (Cartago, n. 1994)
- Giovanni Colasante, ex calciatore italiano (Legnano, n. 1964)
- Giovanni Colombelli, calciatore italiano (Bergamo, n. 1921 - Piombino, † 1997)
- Giovanni Colombo, calciatore italiano (Milano, n. 1905)
- Giovanni Colombo, ex calciatore italiano (Tavernola, n. 1931)
- Gianni Colombo, ex calciatore italiano (Verrua Savoia, n. 1944)
- Giovanni Colonnelli, calciatore italiano (Fabriano, n. 1951 - Fabriano, † 2021)
- Giovanni Colosio, calciatore italiano (Brescia, n. 1928)
- Giovanni Colzato, ex calciatore italiano (Merano, n. 1952)
- Giovanni Comotti, calciatore italiano (Bolgare, n. 1921)
- Giovanni Conenna, calciatore italiano
- Giovanni Console, ex calciatore italiano (Avellino, n. 1944)
- Giovanni Corbjons, calciatore e allenatore di calcio italiano (Roma, n. 1900 - Roma, † 1970)
- Giovanni Corradini, calciatore italiano (n. 1896)
- Giovanni Correnti, calciatore italiano (Orzinuovi, n. 1910)
- Giovanni Costa, calciatore italiano (La Spezia, n. 1901 - † 1968)
- Giovanni Costa, calciatore italiano (Vicenza, n. 1917 - Vicenza, † 1984)
- Giovanni Costanzo, calciatore e allenatore di calcio italiano (Biella, n. 1915 - Biella, † 1961)
- Giovanni Costariol, calciatore italiano (Vazzola, n. 1937 - Fregene, † 2022)
- Giovanni Crociata, calciatore italiano (Palermo, n. 1997)
- Giovanni Cuzzoni, calciatore italiano (Pavia, n. 1925 - Pavia)

## D(15)
- Giovanni De Carli, calciatore italiano (Milano, n. 1903 - Milano, † 1980)
- Giovanni De Min, ex calciatore italiano (Asmara, n. 1940)
- Giovanni De Paoli, calciatore italiano
- Giovanni De Prà, calciatore italiano (Genova, n. 1900 - Genova, † 1979)
- Gianni De Rosa, calciatore italiano (Cerignola, n. 1956 - Rimini, † 2008)
- Giovanni Del Ministro, calciatore italiano
- Giovanni Delfino, ex calciatore italiano (Castelspina, n. 1937)
- Giovanni Deogratias, ex calciatore italiano (Cartoceto, n. 1961)
- Giovanni Di Lorenzo, calciatore italiano (Castelnuovo di Garfagnana, n. 1993)
- Giovanni Di Noia, calciatore italiano (Bari, n. 1994)
- Giovanni Di Rocco, ex calciatore italiano (Napoli, n. 1970)
- Giovanni Di Veroli, calciatore italiano (Roma, n. 1932 - Roma, † 2018)
- Giovanni Dini, ex calciatore italiano (Livorno, n. 1926)
- Giovanni Drenthe, calciatore surinamese (Paramaribo, n. 1990)
- Giovanni Aparecido Adriano dos Santos, ex calciatore brasiliano (Bauru, n. 1987)

## E(1)
- Giovanni Emiliani, calciatore e allenatore di calcio italiano (Conselice, n. 1922 - Conselice, † 2006)

## F(24)
- Giovanni Fabbian, calciatore italiano (Camposampiero, n. 2003)
- Giovan Battista Fabbri, calciatore e allenatore di calcio italiano (San Pietro in Casale, n. 1926 - Ferrara, † 2015)
- Giovanni Fabris, calciatore italiano (Thiene, n. 1928 - Thiene, † 2021)
- Giovanni Faccenda, calciatore italiano (Castiglioncello, n. 1907 - † 2000)
- Giovanni Farina, calciatore italiano (Milano, n. 1902)
- Giovanni Farina, calciatore italiano (Chiaravalle Milanese, n. 1920 - Vimercate, † 2001)
- Giovanni Federico, ex calciatore tedesco (Hagen, n. 1980)
- Giovanni Felini, calciatore italiano (Quinzanello, n. 1909)
- Giovanni Ferradini, ex calciatore italiano (Fucecchio, n. 1953)
- Giovanni Ferrari, calciatore e allenatore di calcio italiano (Alessandria, n. 1907 - Milano, † 1982)
- Giovanni Carlo Ferrari, ex calciatore italiano (Arcene, n. 1949)
- Giovanni Ferraro, calciatore e allenatore di calcio italiano (Roma, n. 1930 - Ferrara, † 2013)
- Giovanni Ferrero, calciatore italiano
- Giovanni Ferretti, calciatore italiano (Cremona, n. 1940 - Pietra Ligure, † 2007)
- Giovanni Fietta, ex calciatore italiano (Asolo, n. 1984)
- Giovanni Finazzi, calciatore italiano (n. 1910)
- Giovanni Fiorini, calciatore italiano (Roma, n. 1905)
- Giovanni Foffani, calciatore italiano (Genova, n. 1880 - Padova, † 1937)
- Giovanni Battista Fracassetti, ex calciatore italiano (Ponte San Pietro, n. 1931)
- Giovanni Francini, ex calciatore italiano (Massa, n. 1963)
- Giovanni Frassoldati, calciatore italiano (Loiano, n. 1902 - Cutigliano, † 1968)
- Giovanni Friedrich, calciatore italiano
- Giovanni Fumagalli, calciatore italiano (Brasile, n. 1902)
- Giovanni Fumagalli, ex calciatore italiano (Sulbiate, n. 1944)

## G(28)
- Giovanni Gaddoni, calciatore italiano (Russi, n. 1914 - Paderno Dugnano, † 2000)
- Giovanni Gaia, calciatore e giornalista italiano (Casale Monferrato, n. 1900 - Biella, † 1956)
- Giovanni Galeone, ex calciatore e allenatore di calcio italiano (Napoli, n. 1941)
- Giovanni Galliani, calciatore italiano (Seregno, n. 1920)
- Giovanni Gallina, calciatore italiano (Casale Monferrato, n. 1892 - Cuorgnè, † 1963)
- Giovanni Gallotti, calciatore e allenatore di calcio italiano (Portovenere, n. 1898 - † 1989)
- Giovanni Gandelli, calciatore italiano
- Giovanni Garbo, calciatore e allenatore di calcio italiano (Padova, n. 1912)
- Giovanni Garrone, calciatore italiano (Lodi, n. 1916)
- Giovanni Garulli, calciatore italiano
- Giovanni Gavazzi, calciatore italiano (Fiorenzuola d'Arda, n. 1946 - Fiorenzuola d'Arda, † 2024)
- Giovanni Gennari, calciatore italiano (Brescia, n. 1921 - Brescia, † 1990)
- Giovanni Gerardini, calciatore italiano
- Giovanni Ghio, calciatore italiano (Sestri Levante, n. 1901 - † 1987)
- Giovanni Giacomazzi, calciatore italiano (San Martino di Lupari, n. 1928 - Milano, † 1995)
- Giovanni Giraud, calciatore italiano (Messina, n. 1913 - Torre Annunziata, † 2013)
- Giovanni Giva Magnetti, calciatore italiano (Trino, n. 1909)
- Giovanni Goccione, calciatore italiano (Oulx, n. 1882 - Susa, † 1952)
- Giovanni González, calciatore uruguaiano (Montevideo, n. 1994)
- Giovanni Grabesu, calciatore italiano (Sassari, n. 1938 - Genova, † 2001)
- Giovanni Gravenbeek, ex calciatore olandese (Utrecht, n. 1988)
- Giovanni Gravisi, calciatore italiano (Trieste, n. 1905)
- Giovanni Gregorio, ex calciatore italiano (Vietri sul Mare, n. 1957)
- Giovanni Greppi, calciatore italiano (Pezzana, n. 1910 - Torino, † 1980)
- Giovanni Greselin, calciatore italiano (Schio, n. 1920 - Tivoli, † 1991)
- Giovanni Griffith, calciatore italiano (Parma, n. 1934 - † 1990)
- Giovanni Guerrini, ex calciatore italiano (Terranuova Bracciolini, n. 1960)
- Giovanni Guidi, calciatore italiano (Legnano, n. 1915)

## H(2)
- Giovanni Haag, calciatore francese (Metz, n. 2000)
- Giovanni Hiwat, calciatore olandese (Zwolle, n. 1993)

## I(5)
- Giovanni Improta, ex calciatore, allenatore di calcio e dirigente sportivo italiano (Napoli, n. 1948)
- Giovanni Innocenti, calciatore italiano (Asigliano Vercellese, n. 1888 - Francia, † 1975)
- Giovanni Invernizzi, calciatore e allenatore di calcio italiano (Albairate, n. 1931 - Milano, † 2005)
- Giovanni Isacco, calciatore italiano (Trino, n. 1908)
- Giovanni Ivaldi, calciatore e allenatore di calcio italiano (Castelletto sopra Ticino, n. 1915)

## K(2)
- Giovanni Koetting, ex calciatore italiano (Ivrea, n. 1962)
- Giovanni Korte, calciatore olandese (L'Aia, n. 1993)

## L(8)
- Giovanni La Camera, ex calciatore italiano (Messina, n. 1983)
- Giovanni Lanfritto, calciatore italiano (Oderzo, n. 1894)
- Jean Lardi, calciatore e allenatore di calcio italiano (Fanano, n. 1898)
- Giovanni Leoni, calciatore italiano (Roma, n. 2006)
- Giovanni Locarni, calciatore italiano
- Giovanni Lodetti, calciatore italiano (Caselle Lurani, n. 1942 - Milano, † 2023)
- Giovanni Luciani, calciatore italiano (Pola, n. 1909)
- Giovanni Lumetti, calciatore italiano

## M(30)
- Giovanni Mandrino, calciatore italiano (n. 1904)
- Giovanni Manfrinato, calciatore italiano (Cavarzere, n. 1920)
- Giovanni Mangini, ex calciatore italiano (Carpena, n. 1927)
- Giovanni Manson Ribeiro, calciatore brasiliano (Bauru, n. 2002)
- Giovanni Manzella, calciatore italiano (Messina, n. 1932 - Taranto, † 2010)
- Giovanni Marchioro, calciatore italiano (Malo, n. 1906)
- Giovanni Margonari, calciatore e allenatore di calcio italiano (Mantova, n. 1924)
- Giovanni Marin, ex calciatore italiano (Grado, n. 1934)
- Giovanni Marin, calciatore italiano (Milano, n. 1910)
- Giovanni Martina, calciatore italiano (Chieri, n. 1920)
- Giovanni Masera, calciatore italiano (Novara, n. 1895)
- Giovanni Massaroni, calciatore italiano
- Gianni Mattioni, calciatore italiano (Stresa, n. 1922 - Stresa, † 1990)
- Giovanni Mazzoni, calciatore italiano (n. 1903)
- Giovanni Mazzoni, calciatore e allenatore di calcio italiano (Parma, n. 1904 - † 1960)
- Giovanni Medeot, calciatore italiano (Mariano del Friuli, n. 1937 - Gorizia, † 2022)
- Giovanni Menozzi, ex calciatore italiano (Bagnolo in Piano, n. 1927)
- Giovanni Meoni, calciatore italiano
- Giovanni Meregalli, ex calciatore e allenatore di calcio italiano (Vedano al Lambro, n. 1939)
- Giovanni Mialich, calciatore e allenatore di calcio italiano (Mira, n. 1934 - Pietra Ligure, † 2022)
- Giovanni Migliorini, calciatore italiano (Milano, n. 1931 - Como, † 1980)
- Lautaro Millán, calciatore argentino (Bahía Blanca, n. 2005)
- Giovanni Mion, calciatore italiano (Venezia, n. 1903 - Venezia, † 1967)
- Giovanni Molinari, calciatore italiano (Codogno, n. 1906 - Codogno, † 1988)
- Giovanni Molino, calciatore e allenatore di calcio italiano (Caresana, n. 1931 - Caresana, † 2024)
- Giovanni Monti, calciatore e aviatore italiano (Fratta Polesine, n. 1900 - Desenzano del Garda, † 1931)
- Giovanni Moreno, ex calciatore colombiano (Segovia, n. 1986)
- Giovanni Moretti, calciatore e allenatore di calcio italiano (Crema, n. 1909 - Crema, † 1971)
- Giovanni Moscardini, calciatore scozzese (Falkirk, n. 1897 - Prestwick, † 1985)
- Giovanni Muroni, calciatore italiano (Rivarolo Ligure, n. 1916)

## N(2)
- Giovanni Nebbia, calciatore italiano (Palestro - † 1959)
- Giovanni Nizzi, calciatore italiano (Felizzano, n. 1907)

## O(1)
- Giovanni Augusto, calciatore brasiliano (Belém, n. 1989)

## P(23)
- Giovanni Pallavicini, ex calciatore italiano (Vercelli, n. 1928)
- Giovanni Palma, ex calciatore italiano (Vercelli, n. 1927)
- Giovanni Palmieri dos Santos, ex calciatore brasiliano (Santos, n. 1989)
- Giovanni Panetta, calciatore italiano (Torino, n. 1908 - Taranto, † 1989)
- Giovanni Pasolini, ex calciatore italiano (Pompiano, n. 1927)
- Giovanni Passiglia, ex calciatore italiano (Castelvetrano, n. 1981)
- Giovanni Pavanello, calciatore italiano (Genova, n. 1906)
- Giovanni Pavoni, calciatore italiano (Parma, n. 1904)
- Giovanni Pellegrini, calciatore francese (Saint-Malo, n. 1940 - Rennes, † 1989)
- Giovanni Penzi, calciatore italiano (Canaro, n. 1902 - Trieste, † 1975)
- Giovanni Perego, calciatore italiano (Milano, n. 1901)
- Giovanni Perissinotto, calciatore e allenatore di calcio italiano (Fossalta di Piave, n. 1925 - San Donà di Piave, † 2017)
- Giovanni Pestarini, calciatore italiano (Domodossola, n. 1901 - Milano, † 1977)
- Giovanni Piacentini, ex calciatore italiano (Modena, n. 1968)
- Giovanni Battista Piano, calciatore italiano
- Giovanni Picat Re, calciatore italiano (Caselle Torinese, n. 1947 - Lanzo Torinese, † 2020)
- Giovanni Piccolomo, calciatore brasiliano (Sorocaba, n. 1994)
- Giovanni Pirazzini, ex calciatore italiano (Cotignola, n. 1944)
- Giovanni Pirola, calciatore italiano (Vimercate, n. 1946 - Vimercate, † 2023)
- Giovanni Francesco Pozza, calciatore italiano (Verona, n. 1961 - Pisa, † 2011)
- Giovanni Pramaggiore, calciatore italiano (Vercelli, n. 1921)
- Giovanni Puerari, calciatore italiano (Cremona, n. 1903 - Genova, † 1976)
- Giovanni Punteri, calciatore italiano (Gorizia, n. 1922)

## Q(1)
- Giovanni Quadri, ex calciatore italiano (Cornate d'Adda, n. 1951)

## R(19)
- Giovanni Rasia Dal Polo, calciatore italiano (Valdagno, n. 1901 - Parma, † 1981)
- Giovanni Ravasi, calciatore e allenatore di calcio italiano (Faenza, n. 1911 - Faenza, † 1965)
- Giovanni Ravelli, calciatore italiano
- Giovanni Reato, calciatore italiano
- Giovanni Rebolino, calciatore italiano (Rivarolo Ligure, n. 1908)
- Giovanni Battista Rebuffo, calciatore e allenatore di calcio italiano (Buenos Aires, n. 1899 - Novi Ligure, † 1966)
- Giovanni Renati, calciatore e allenatore di calcio italiano (Tortona, n. 1906)
- Giovanni Renzi, calciatore italiano (Ancona, n. 1919)
- Giovanni Reyna, calciatore statunitense (Sunderland, n. 2002)
- Giovanni Riccardi, calciatore e allenatore di calcio italiano (Alessandria, n. 1911 - † 1980)
- Giovanni Righi, calciatore italiano (Modena, n. 1915 - Modena, † 2000)
- Gianni Rivera, ex calciatore e ex politico italiano (Alessandria, n. 1943)
- Giovanni Rizzi, calciatore italiano
- Giovanni Roccotelli, ex calciatore italiano (Bari, n. 1952)
- Giovanni Roletto, calciatore italiano (Rosignano Monferrato, n. 1908 - Conzano, † 1998)
- Giovanni Romano, calciatore italiano (Siracusa, n. 1929 - Bari, † 1994)
- Giovanni Rossetti, calciatore italiano (Milano, n. 1919 - Milano, † 1987)
- Giovanni Rossi, ex calciatore italiano (Orzinuovi, n. 1984)
- Giovanni Rovatti, calciatore italiano (Treviso, n. 1935 - Treviso, † 2002)

## S(25)
- Giovanni Silva de Oliveira, ex calciatore brasiliano (Abaetetuba, n. 1972)
- Giovanni Sacchi, ex calciatore italiano (Milano, n. 1940)
- Giovanni Sacco, calciatore e allenatore di calcio italiano (San Damiano d'Asti, n. 1943 - Asti, † 2020)
- Giovanni Sanna, calciatore, allenatore di calcio e dirigente sportivo italiano (Alghero, n. 1931 - † 2001)
- Giovanni Sassi, calciatore italiano (Borgo Vercelli, n. 1889 - Vercelli, † 1942)
- Giovanni Savarese, ex calciatore e allenatore di calcio venezuelano (Caracas, n. 1971)
- Giovanni Sbrissa, calciatore italiano (Castelfranco Veneto, n. 1996)
- Gianbattista Scugugia, ex calciatore italiano (Olbia, n. 1970)
- Alejandro Sequeira, ex calciatore costaricano (San José, n. 1975)
- Giovanni Serao, ex calciatore italiano (Minturno, n. 1977)
- Giovanni Sessarego, calciatore italiano
- Giovanni Sgarbossa, ex calciatore italiano (San Martino di Lupari, n. 1954)
- Giovanni Simeone, calciatore argentino (Buenos Aires, n. 1995)
- Giovanni Simonato, ex calciatore italiano (Lugo di Vicenza, n. 1959)
- Giovanni Simonelli, ex calciatore e allenatore di calcio italiano (Nola, n. 1952)
- Giovanni Simonini, ex calciatore italiano (Castelvetro di Modena, n. 1949)
- Giovanni Sorce, ex calciatore italiano (Agrigento, n. 1969)
- Giovanni Spadavecchia, calciatore italiano (Fiume)
- Giovanni Sperotto, ex calciatore italiano (Breganze, n. 1927)
- Giovanni Spinelli, ex calciatore italiano (Brindisi, n. 1971)
- Giovanni Spiotta, calciatore italiano (Casalborgone, n. 1909 - Torino, † 1977)
- Giovanni Stracuzzi, calciatore, allenatore di calcio e dirigente sportivo italiano (Messina, n. 1901 - † 1967)
- Giovanni Sulcis, ex calciatore italiano (Bosa, n. 1975)
- Giovanni Susan, ex calciatore italiano (Concordia Sagittaria, n. 1937)
- Giovanni Tiepo, calciatore brasiliano (São Domingos, n. 1998)

## T(12)
- Giovanni Talami, calciatore italiano (Modena, n. 1955 - Genova, † 2019)
- Giovanni Tavoletti, calciatore italiano (Viareggio, n. 1915 - Viareggio, † 1999)
- Giovanni Terrani, calciatore italiano (Vigevano, n. 1994)
- Giovanni Terrile, calciatore e allenatore di calcio italiano (Genova, n. 1895)
- Giovanni Tombesi, calciatore italiano (Macerata, n. 1921 - Pesaro, † 2001)
- Gianni Toppan, calciatore italiano (Sequals, n. 1920 - Milano, † 1987)
- Giovanni Toschi, ex calciatore italiano (Porcari, n. 1945)
- Giovanni Trapattoni, ex calciatore e allenatore di calcio italiano (Cusano Milanino, n. 1939)
- Giovanni Trapletti, calciatore italiano (Borgounito, n. 1939 - Borgo di Terzo, † 1991)
- Giovanni Battista Traverso, calciatore e allenatore di calcio italiano (Genova, n. 1892)
- Giovanni Trombetta, calciatore italiano
- Giovanni Troupée, calciatore olandese (Amsterdam, n. 1998)

## U(2)
- Giovanni Udovicich, calciatore italiano (Fiume, n. 1940 - Novara, † 2019)
- Giovanni Urban, ex calciatore italiano (Arborea, n. 1947)

## V(16)
- Giovanni Battista Vagge, calciatore, arbitro di calcio e giornalista italiano (Genova, n. 1888 - Genova, † 1965)
- Giovanni Varasi, calciatore italiano (Milano, n. 1903 - Roma, † 1965)
- Giovanni Varglien, calciatore e allenatore di calcio italiano (Fiume, n. 1911 - Trieste, † 1990)
- Giovanni Vastola, calciatore e allenatore di calcio italiano (San Valentino Torio, n. 1938 - Ravenna, † 2017)
- Giovanni Vavassori, ex calciatore e allenatore di calcio italiano (Arcene, n. 1952)
- Giovanni Vecchina, calciatore e allenatore di calcio italiano (Venezia, n. 1902 - Vicenza, † 1973)
- Giovanni Veglianetti, calciatore e allenatore di calcio italiano (Venezia, n. 1932 - Venezia, † 2010)
- Giovanni Venditto, calciatore italiano (Marigliano, n. 1916 - † 1974)
- Battista Vielmi, calciatore italiano (Brescia, n. 1884 - Brescia, † 1951)
- Giovanni Vigo, calciatore italiano
- Giovanni Villotti, calciatore italiano (Ferrara, n. 1912)
- Giovanni Vincenzi, calciatore e allenatore di calcio italiano (Livorno, n. 1905 - Milano, † 1970)
- Giovanni Viola, calciatore e allenatore di calcio italiano (San Benigno Canavese, n. 1926 - Torino, † 2008)
- Giovanni Virginio, ex calciatore italiano (Sevegliano, n. 1930)
- Giovanni Visintin, ex calciatore e allenatore di calcio italiano (Cormons, n. 1930)
- Giovanni van Zwam, calciatore olandese (Ede, n. 2004)

## Z(12)
- Giovanni Zambotto, calciatore italiano (Padova, n. 1896 - Padova, † 1977)
- Giovanni Zamperlini, calciatore italiano (Zevio, n. 1928 - Verona, † 1988)
- Giovanni Zanni, calciatore e allenatore di calcio italiano (Casale Monferrato, n. 1904 - Omegna, † 1974)
- Giovanni Zanollo, calciatore e allenatore di calcio italiano (Vicenza, n. 1921)
- Giovanni Zaro, calciatore italiano (Vanzaghello, n. 1994)
- Giovanni Zavaglio, calciatore italiano (Soncino, n. 1936 - Soncino, † 2012)
- Giovanni Zen, calciatore italiano
- Giovanni Zenaro, calciatore italiano (Berlino, n. 1914)
- Giobatta Zoppelletto, ex calciatore italiano (Venezia, n. 1932)
- Giovanni Zorza, calciatore italiano (Milano, n. 1915)
- Giovanni Zucca, calciatore italiano (Sestri Ponente, n. 1907 - Genova, † 1975)
- Giovanni Zucchi, calciatore italiano (Genova, n. 1904 - Genova, † 1985)